# Zdrobite cătuşe
Zdrobite cătuşe (Grilhões esmagados em romeno) foi o hino nacional da República Popular Romena entre  1948 e 1953. A letra é de Aurel Baranga e a música composta por Matei Socor.

## Letra
Zdrobite cătuşe în urmă rămân
În frunte-i mereu muncitorul,
Prin lupte şi jertfe o treaptă urcăm,
Stăpân pe destin e poporul
Trăiască, trăiască Republica noastră,
În marş de năvalnic şuvoi;
Muncitori şi ţărani şi ostaşi
Zidim România Republicii noi.
În lături cu putredul vechi stăvilar
E ceasul de sfântă’ncordare
Unirea şi pacea şi munca-i stegar’
Republicii noi populare.

## Tradução para o português
Grilhões esmagados são deixados para trás
No fronte sempre está o trabalhador,
Através de lutas e sacrifícios subimos um degrau,
O povo é senhor do seu destino
Viva, viva a nossa República,
Em um março de uma torrente tempestuosa;
Trabalhadores, camponeses e soldados
Estamos construindo a nova República da Romênia.
Eliminando a velha e pútrida barreira
É chegada a hora da sagrada expectativa
União, paz e trabalho carrega a bandeira
Da nova República popular.